# Miche-Guerciotti

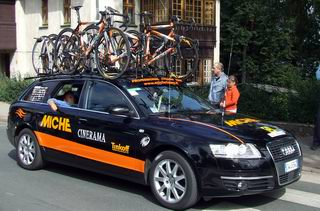
Teamfahrzeug der Mannschaft

Miche-Guerciotti war ein mit italienischer Lizenz fahrendes Radsportteam.
Die Mannschaft nahm 2005 zum ersten Mal an internationalen Radrennen, insbesondere der UCI Europe Tour, als Professional Continental Team teil und wurde zum ProTour-Rennen Polen-Rundfahrt 2005 eingeladen. Ab 2007 besitzen sie nur noch eine Lizenz als Continental Team.
Zu Beginn der Saison 2010 kam es zur spektakulärsten Neuverpflichtung in der Geschichte des Teams. Der Däne Michael Rasmussen, der im Jahre 2007 im Gelben Trikot wenige Tage „vor Paris“ von seiner eigenen Mannschaft Rabobank wegen Manipulationsverdacht aus der Tour de France genommen wurde, unterschrieb einen einjährigen Vertrag. Am 31. Mai 2012 wurde das Team von der UCI suspendiert, weil es nicht mehr die erforderliche Mindestanzahl von acht Fahrern unter Vertrag hatte.

## Saison 2012

### Zugänge – Abgänge
| Zugänge             | Team 2011               | Abgänge                     | Team 2012                |
| ------------------- | ----------------------- | --------------------------- | ------------------------ |
| Alessandro Malaguti | Ora Hotels Carrera      | Stefan Schumacher           | Christina Watches-Onfone |
| Enrico Peruffo      | Team Vorarlberg         | Pedro Merino                | Gios-Deyser Leon Kastro  |
| Enrico Franzoi      | Selle Italia-Guerciotti | Roberto Cesaro              | Meridiana Kamen Team     |
| Nicola Dal Santo    | Neoprofi                | Davide Rebellin             | Meridiana Kamen Team     |
|                     |                         | Wolodymyr Sahorodnij        | Uzbekistan Suren Team    |
|                     |                         | Constantino Zaballa         | Dopingsperre             |
|                     |                         | William Aranzazo            | Unbekannt                |
|                     |                         | Michele Gaia                | Unbekannt                |
|                     |                         | Sławomir Kohut              | Unbekannt                |
|                     |                         | Leonardo Pinizzotto         | Unbekannt                |
|                     |                         | Krzysztof Szczawiński       | Unbekannt                |
|                     |                         | Enrico Franzoi (bis 31.05.) | Selle Italia-Guerciotti  |

### Mannschaft

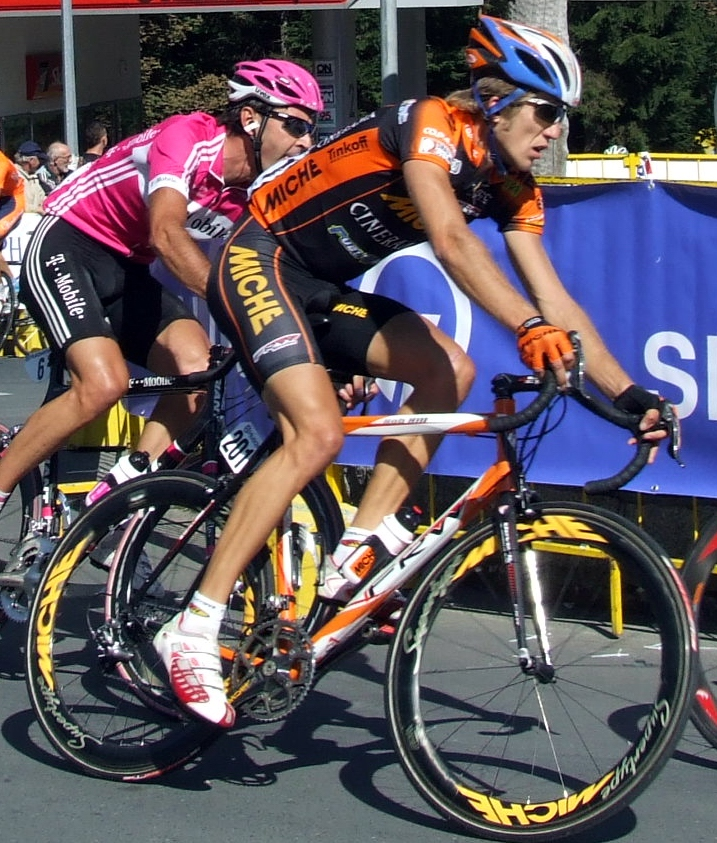
Przemyslaw Niemec bei der Polen-Rundfahrt 2006

| Name                | Geburtstag         | Nationalität | Team 2013                    |
| ------------------- | ------------------ | ------------ | ---------------------------- |
| Nicola Dal Santo    | 14. November 1988  | Italien      | Ceramica Flaminia-Fondriest  |
| Giuseppe Di Salvo   | 4. April 1984      | Italien      |                              |
| Cristiano Fumagalli | 28. Juli 1984      | Italien      |                              |
| Alessandro Malaguti | 22. September 1987 | Italien      | Androni Giocattoli-Venezuela |
| Enrico Peruffo      | 1. August 1985     | Italien      |                              |
| Gianluca Randazzo   | 4. November 1985   | Italien      |                              |
| Leopoldo Rocchetti  | 19. Januar 1986    | Italien      |                              |

## Saison 2009

### Erfolge in der UCI Europe Tour
In den Rennen der Saison 2009 der UCI Europe Tour gelangen die nachstehenden Erfolge.
| Datum        | Rennen                       | Kat. | Fahrer             |
| ------------ | ---------------------------- | ---- | ------------------ |
| 23. April    | 2. Etappe Giro del Trentino  | 2.1  | Przemysław Niemiec |
| 19. Juni     | 2. Etappe Route du Sud       | 2.1  | Przemysław Niemiec |
| 18.–21. Juni | Gesamtwertung Route du Sud   | 2.1  | Przemysław Niemiec |
| 2. September | 1. Etappe Slowakei-Rundfahrt | 2.2  | Pasquale Muto      |

## Platzierungen in UCI-Ranglisten
UCI Africa Tour
| Saison | Mannschaftswertung | Fahrerwertung           |
| ------ | ------------------ | ----------------------- |
| 2009   | -                  | -                       |
| 2010   | -                  | -                       |
| 2011   | 9.                 | Giuseppe Di Salvo (62.) |
| 2012   | -                  | -                       |

UCI Asia Tour
| Saison | Mannschaftswertung | Fahrerwertung           |
| ------ | ------------------ | ----------------------- |
| 2009   | -                  | -                       |
| 2010   | -                  | -                       |
| 2011   | 30.                | Stefan Schumacher (90.) |
| 2012   | -                  | -                       |

UCI Europe Tour
| Saison | Mannschaftswertung | Fahrerwertung            |
| ------ | ------------------ | ------------------------ |
| 2009   | 22.                | Przemysław Niemiec (35.) |
| 2010   | 20.                | Przemysław Niemiec (24.) |
| 2011   | 13.                | Davide Rebellin (3.)     |
| 2012   | 125.               | Nicola Dal Santo (1141.) |